# مورفة تليماخوس
مورفة تليماخوس (الاسم العلمي: Morpho telemachus) هي نوع من الحشرات يتبع جنس المورفة من فصيلة الحورائيات.